# Thaumaglossa nitidula
Thaumaglossa nitidula es una especie de escarabajo de piel del género Thaumaglossa, de la familia Dermestidae, orden Coleoptera. Mide aproximadamente 2,5 mm de longitud.

## Distribución
Se distribuye por Asia: Tailandia y Malasia.

## Taxonomía
Fue descrita por Arrow en 1915.